# Owendo
Owendo − miasto portowe w Gabonie, formalnie południowo-zachodnie przedmieście Libreville.